# Spoortunnel Peerdsbos
De Spoortunnel Peerdsbos (ook wel de Zonnetunnel Antwerpen) is een spoortunnel in de hogesnelheidslijn tussen Nederland en Antwerpen. De tunnel werd gebouwd om het nabijgelegen Peerdsbos van geluids- en luchtverontreiniging te beschermen tegen het treinverkeer en het autoverkeer van de A1 naast het spoor. Ook wordt het treinverkeer tegen omvallende bomen beschermd. Om de luchtdruk van een snel passerende trein tegen te gaan zijn er ramen in de tunnel gemaakt, aan de autosnelweg kant. Op het dak van de tunnel zijn 16.000 zonnepanelen gemonteerd, die stroom leveren wat door het treinverkeer gebruikt kan worden. In 2011 zijn de zonnepanelen in gebruik genomen, hoewel de tunnel al eerder klaar was.